# NGC 5441
NGC 5441 é uma galáxia espiral (Sc) localizada na direcção da constelação de Canes Venatici. Possui uma declinação de +34° 41' 04" e uma ascensão recta de 14 horas, 03 minutos e 11,9 segundos.
A galáxia NGC 5441 foi descoberta em 11 de Março de 1828 por John Herschel.